# Super Real Mahjong PIV
Super Real Mahjong PIV (スーパーリアル麻雀PIV?) es un videojuego de mahjong que fue lanzado para las máquinas recreativas en abril de 1993 solo en la región de Japón y fue desarrollado y publicado por Seta. Es el cuarto juego de la serie Super Real Mahjong.  

## Otros Medios
- Un manga basada en el cuarto juego de la serie, se publicó en octubre de 1994 como parte de la colección Gamest Comics.
- En Drama japonés No Continue Kid: Bokura no Game Shi, Super Real Mahjong PIV es presentado en el séptimo episodio.

- Datos: Q109313156